# Siebeneichen (Sulzbach-Rosenberg)
Siebeneichen ist ein Gemeindeteil der Stadt Sulzbach-Rosenberg im Landkreis Amberg-Sulzbach (Oberpfalz, Bayern).
Das Dorf Siebeneichen befindet sich im Landkreis Amberg-Sulzbach und in der Region Oberpfälzer Jura am Rande der Fränkischen Schweiz. Amberg liegt 8 km entfernt, Sulzbach-Rosenberg 2 km und Hersbruck 25 km. Die Bundesstraße 85 führt südwestlich am Ort vorbei. Im Süden liegt der Herzweiher.
An Vereinen gibt es den Schützenverein Immergrün und die Freiwillige Feuerwehr Siebeneichen. Im Ort gibt es keine Straßennamen, sondern nur durchgehende Hausnummern.
Früher standen in der Nähe der Sandgrube sieben Eichen. An diesem Platz wurden Räuber und sonstige Kriminelle gehängt. Auf diese sieben Eichen wird der Ortsname zurückgeführt. Später wurden sieben Eichenbäume im Ort neu gepflanzt.

## Baudenkmäler

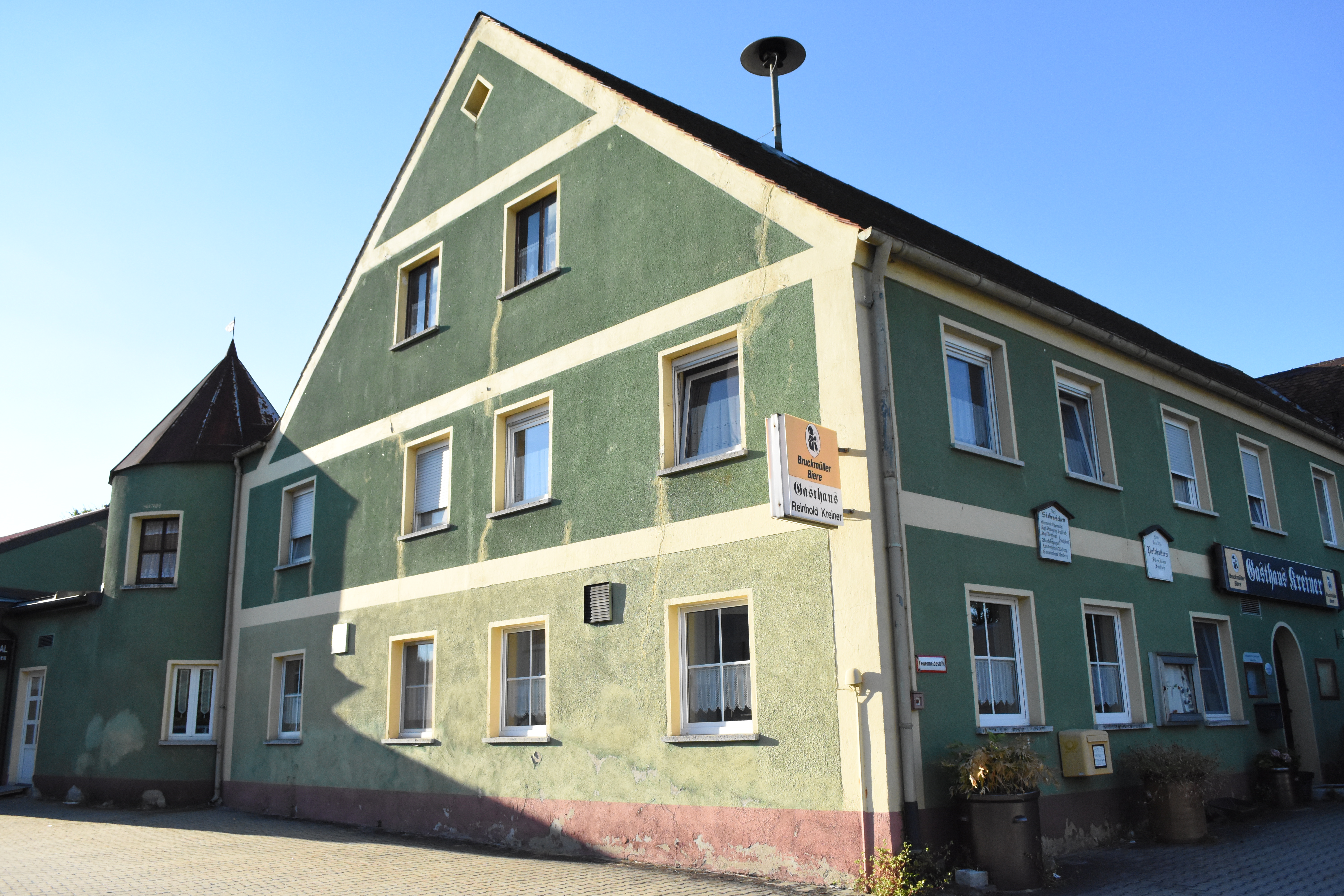
Sulzbach-Rosenberg, Siebeneichen 1: Gasthaus und ehemalige Posthalterei

Die Gebäude des heutigen Gasthauses Kreiner, Siebeneichen 1, waren früher eine Posthalterei. Das zweigeschossige Bauernhaus ist ein verputzter Massivbau mit Satteldach und einfacher Putzgliederung. Das Tor- und Ecktürmchen besitzt ein Kegeldach. Es ist mit der Jahreszahl „1798“ versehen, allerdings dürfte es im Kern wohl älter sein.

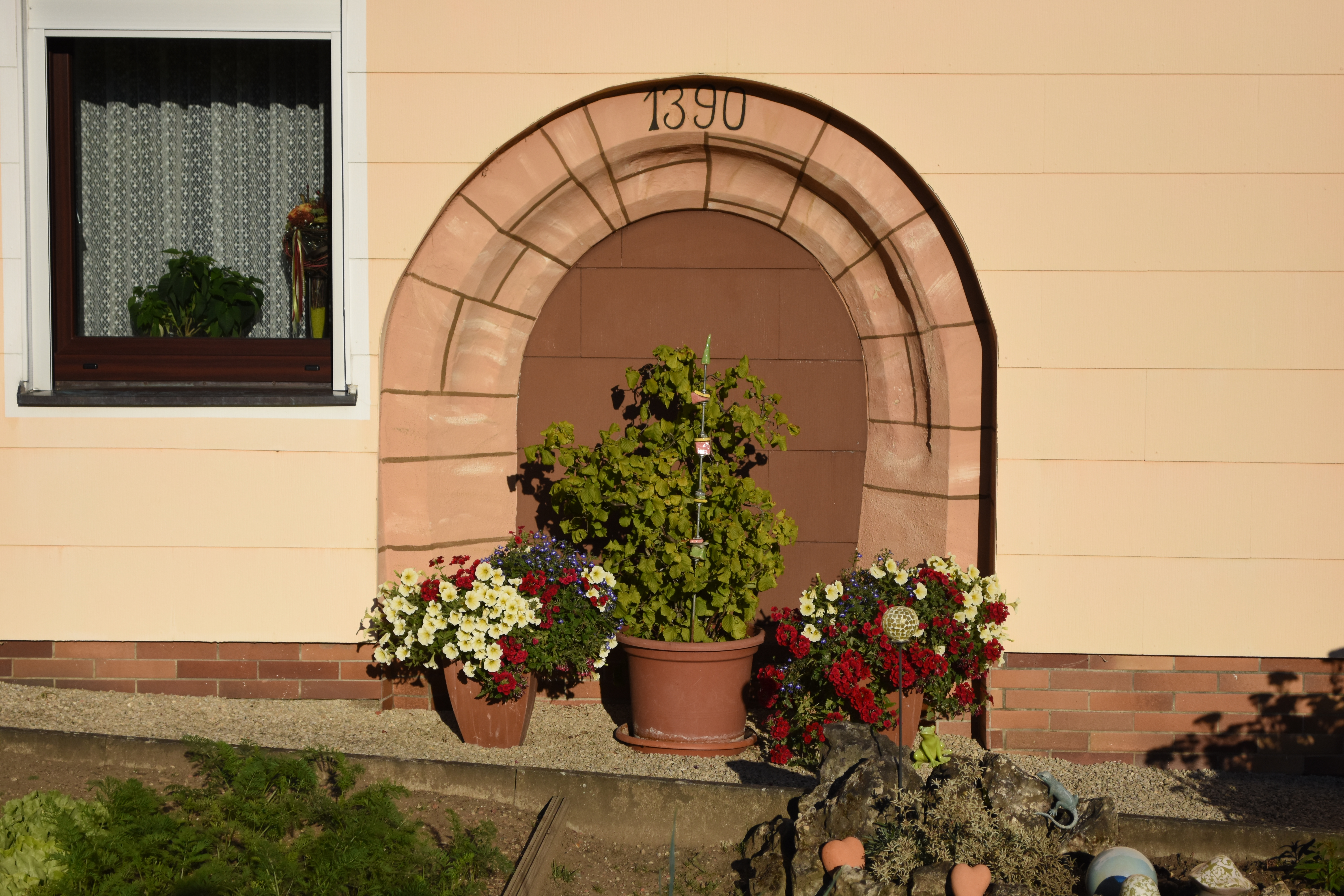
Sulzbach-Rosenberg, Siebeneichen 8: Rundbogenportal, romanisch

Das Rundbogenportal aus	Stein, Siebeneichen 8, soll romanisch sein und weist die Jahreszahl „1390“ auf.